# Seznam skladb Jožeta Gašperšiča
Seznam skladb Jožeta Gašperšiča.

## Zbor
- Ave Marija (Peter Jereb, priredba za flavto, godala), 1924
- Danes po vseh krajih (priredba za mešani zbor)
- Ecce sacerdos (izvirna, mešani zbor, flavta, klarinet, trobila, godala, orgle), za birmo v Kropi, 1924
- En pastirček kravce pase (moški zbor, priredba)
- Judovsko dekle (ženski zbor, besedilo France Prešeren)
- Koledniki – Ncoj smo mi (moški zbor, priredba)
- Kristus je vstal – stara (priredba za mešani zbor)
- Lepa Vida (moški zbor, izvirna v ljudskem tonu)
- Luštno je pozim' (moški zbor, priredba)
- Naj, Gospod, bo srce moje (moški zbor, izvirna)
- Ncoj smo mi (moški zbor, priredba)
- Ncoj smo mi (mešani zbor, priredba)
- Oče nebeški glej (mešani zbor, priredba)
- O kam, Gospod (Fran Gerbič, priredba s predigro za flavto, godala, orgle)
- Pesem svetemu Miklavžu (mešani zbor, izvirna)
- Po gorah je ivje (mešani zbor, priredba)
- Preč je zdaj (priredba za mešani zbor, priredba)
- Preljuba ti spomlad (moški zbor, priredba)
- Stari moži (mešani zbor, priredba)
- Stari moži (moški zbor, priredba)
- Studenček (moški zbor, izvirna, Danijel Pogačnik), 1934
- Tam gor, tam gor (moški zbor, priredba)
- Za Bogom častimo (mešani zbor, priredba)
- Božična (mešani zbor, godala, orgle), 13. december 1922 (pri Cenetu)
- Božična – Glej zvezdice (sopran in bas solo, mešani zbor, flavta, 2 violini, viola, orgle), 1922
- Dobro jutro – pevski valček (Anton Schwab, priredba za mešani zbor, orkester, klavir)
- Dve obhajilni – Ljubezni Bog, Mrači se že (moški zbor, orgle, flavta, klarinet, orgle)
- Ecce, sacerdos magnus (mešani zbor, orgle, orkester), 8. maj 1924
- Gospodi pomiluj (Franc Kimovec, priredba za mešani zbor, orgle, orkester)
- Ljubezni Bog, okrepi dušo mojo (moški zbor in orgle), 20. maj 1920
- Maša v D (Anton Foerster, priredba za mešani zbor, orkester, orgle), 21. februar 1922
- Maša v C (Fran Gerbič, priredba za flavto, klarinet, rog, pozavno in godala), 23. maj 1924
- Mrači se že (zbor in orgle), 4. maj 1914, gimnazija Škofovi zavodi
- Slavnostna (mešani zbor, besedilo Jože Gašperšič), 28. julij 1922
- Stara Kropa – nočni intermezzo (moški zbor, simfonični orkester, pesnik Danijel Pogačnik), 1955
- Venec 8 koroških narodnih (ženski zbor, simfonični orkester)
- Zdrava, Ti čudežna (Hugolin Sattner, priredba za mešani zbor, orgle), 1922

## Samospev
- Odaliska (sopran, klavir)
- Sinje je morje (sopran, klavir), 1923

## Instrumenti
- Barčica (orkester), 1955
- Bova praznovala, foxtrot (salonska zasedba)
- Božična (flavta, 2 violini, viola)
- Bratom orlom (po Vinko Vodopivcu, simfonični orkester)
- Češki valček (simfonični orkester), 1955
- Članska (po Stanku Premrlu, orkester, klavir), 1921
- Devica Marija, poglej na nas (priredba za orgle)
- Don Juan (po Wolfgangu Amadeusu Mozartu, orkester), 1925
- Duh prababice (vložki za igro)
- Dunajska sonatina (po Wolfgangu Amadeusu Mozartu priredba za dve violini, violo)
- Dve popularni (klarinet, trobenta, violina, kitara, harmonika)
- Himna (orkester)
- Koračnica (simfonični orkester)
- Koračnica Vystavni (po Carlu Czernyju, orkester)
- Ljudski venček (flavta, trobenta, klarinet, rog)
- Mala polka in Mali valček (flavta, klarinet, trobenta, pozavna, viola, kontrabas), 1955
- Mazurka in Valček (simfonični orkester), 1955
- Mazurka 2 (simfonični orkester), 1955
- Menuet (po Josephu Haydnu, simfonični orkester)
- Mladi vojaki (Viktor Parma, godala, 2 klarineta, 2 trobenti, klavir)
- Na Vodicah (simfonični orkester)
- Naraščajske (orkester), 1921
- Naša vojska (po Marjanu Kozini, orkester)
- Orgelska sonata (po Felixu Mendelssohnu Bartholdyju, orkester), 1925
- Polka (odlomek iz Prodane neveste, orkester)
- Pozdrav z Bleda (po Antonu Jaklu, orkester)
- Preč je zdaj (3 trobente, 2 rogova, pozavna)
- Pred spokorno pesmijo (orgle), 1915, objavljena v Cerkvenem glasbeniku 1915 (s pohvalno spremno besedo Stanka Premrla)
- Prva polka (flavti, klarineta, trobenti, rogova, godala), 1955
- Prvenka – uvertura (simfonični orkester)
- Ptičar (odlomek iz operete, orkester)
- Radenski valček (simfonični orkester), 1955
- Rose de Midi (po Johannu Straussu, simfonični orkester), 1956
- Romanca (po Luigiju Cherubiniju, orkester)
- Rozamunda (dve trobenti, klavir)
- Soldaška polka (simfonični orkester)
- Spominska uvertura (simfonični orkester)
- Summertime (po Georgu Gershwinu, orkester)
- Tisto uro - valček (simfonični orkester)
- Tit – uvertura (po Wolfgangu Amadeusu Mozartu, orkester)
- V planinski raj (po Gregorju Kreku, orkester)
- Vaditeljske (po Stanku Premrlu, orkester, klavir), 1921
- Vaje s palicami 1923 (klavir)
- Valčkova pesem (simfonični orkester), 1955
- Velika koračnica (po Franzu Schubertu, simfonični orkester)
- Velika uvertura (simfonični orkester)
- Venček slovenskih narodnih pesmi (simfonični orkester), 1922
- Venček 3 (simfonični orkester), 1955
- Vigenška fanfara (pihala, trobila), 1955
- Vnebovzetje – oratorij (odlomki, Hugolin Sattner, priredbe za flavto in godalni kvintet)
- Vsi so prihajali (klavir, priredba)
- Zaklad Gorenjski (tri violine)
- Zdrava, morska zvezda (priredba za orgle)
- Židana marela (simfonični orkester), 1955

## Drugo
- Igrice (odrski glasbeni prikaz kroparskih otroških igric)
- Matiček se ženi (uglasbeni odlomki)
- Oče naš (v koralnem načinu)
- Skice (za godalni kvintet in kvartet), 1954
- Žandarji in ravbarji (osnutek parodije, mešani in moški zbor, solisti), 1954
- Trpljenje našega Gospoda – po Janezu (za solista), 1954
- Pet silvestrskih kupletov (za solista, orkester, klavir)

## Zbor, solisti in orkester
- Rokovnjači – O zlata kapljica (spevoigra, odlomki za soliste, moški zbor, simfonični orkester, klavir), 1954
- Črni graben (po Viktorju Parmi: spevoigra, odlomki za soliste, moški zbor, simfonični orkester, klavir), 1954